# لوبا، غينيا الاستوائية
لوبا، غينيا الاستوائية (بالإنجليزية: Luba, Equatorial Guinea)‏  هي مدينة، تتبع مقاطعة بيوكو سور ‏، هي عاصمة مقاطعة بيوكو سور ‏، بلغ عدد سكانها 7٬739  نسمة.